# チャドル・ナムゲル
チャドル・ナムゲル（Chakdor Namgyal, 1686年 - 1717年）は、インド、シッキム王国（ナムゲル朝）の第3代君主（在位：1700年 - 1717年）。

## 生涯
1686年、父王テンスン・ナムゲルの死により、王位を継承した。
その治世、父王のブータン人の妃から生まれた王女が王位継承権を主張し、ブータンが介入し、その軍勢がシッキム王国に侵入した。
チャドルはブータンの攻勢に耐え切れず、チベットに亡命した。だが、庇護者ダライ・ラマ6世が死亡したため、ブータンに屈服し、ブータン軍は撤退した。この間、ブータン人が多数入植したカリンポン地方はシッキム領土に戻ることはなかった。
1717年、チャドルは死亡し、息子のギュルメ・ナムゲルが王位を継承した。